# Просерпайн

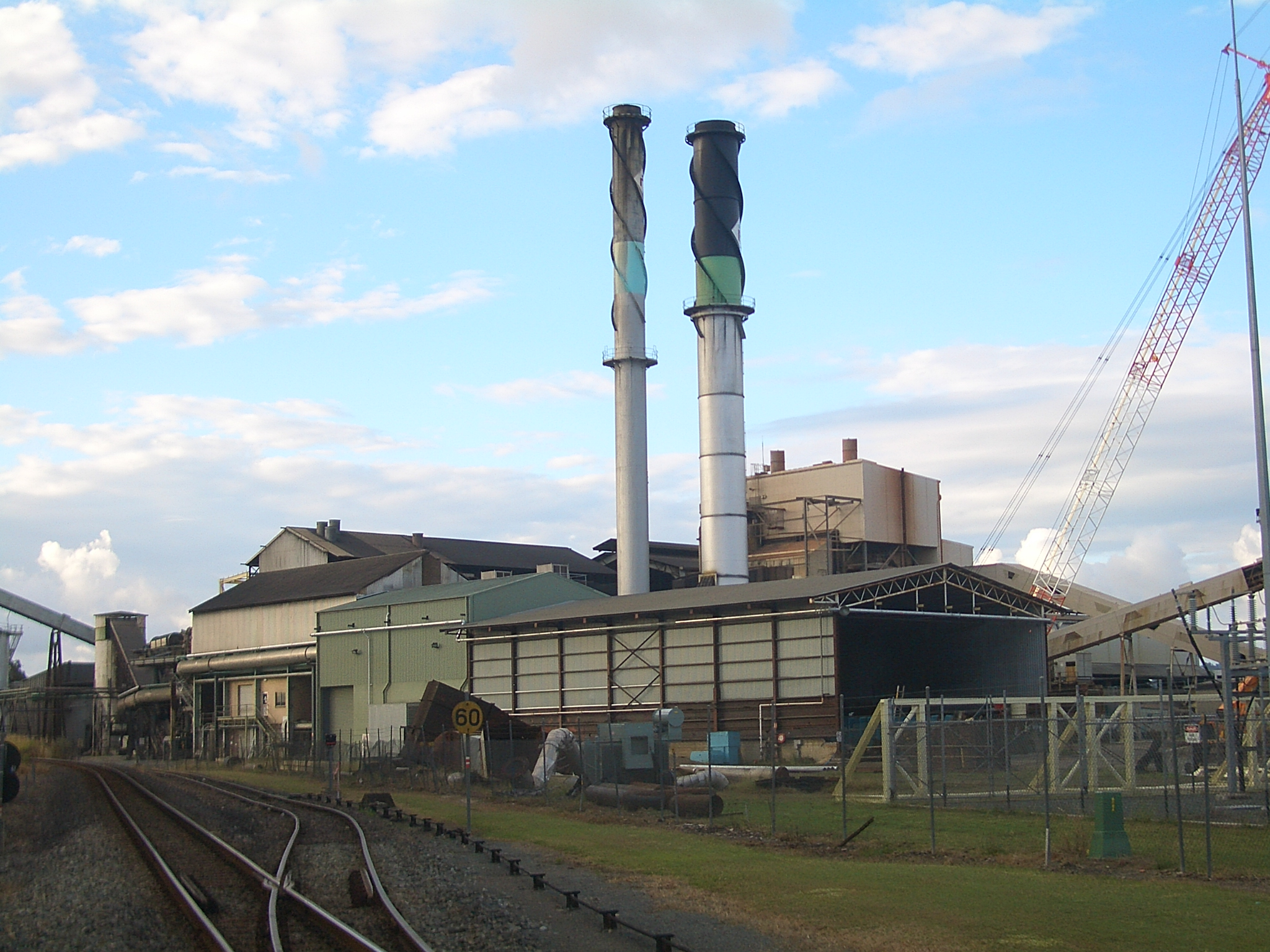
Цукровий завод в Просерпайні

Просерпайн (англ. Proserpine) — невелике містечко в штаті Квінсленд (Австралія). У 2006 році населення містечка становило 3316 осіб, а в 2011 році — 3390 осіб.

## Географія
Місто розташоване на березі однойменної річки на узбережжі Вітсанді на південь від міста Бовен (англ. Bowen). На відстані 126 км у напрямку північного заходу від міста, по шосе Брюс, знаходиться місто Маккай, а на 275 км південніше розташоване місто Таунсвіля. Відстань до міста Брисбена (столиці штату Квінсленд) складає 1074 км.

### Клімат
Місто знаходиться в зоні, яка характеризується вологим субтропічним кліматом. Найтепліший місяць — січень, із середньою температурою 26.7 °C (80 °F). Найхолодніший місяць — липень, із середньою температурою 16.7 °C (62 °F).
| Клімат Просерпайна      | Клімат Просерпайна | Клімат Просерпайна | Клімат Просерпайна | Клімат Просерпайна | Клімат Просерпайна | Клімат Просерпайна | Клімат Просерпайна | Клімат Просерпайна | Клімат Просерпайна | Клімат Просерпайна | Клімат Просерпайна | Клімат Просерпайна | Клімат Просерпайна |
| Показник                | Січ.               | Лют.               | Бер.               | Квіт.              | Трав.              | Черв.              | Лип.               | Серп.              | Вер.               | Жовт.              | Лист.              | Груд.              | Рік                |
| Абсолютний максимум, °C | 37                 | 37                 | 36                 | 33                 | 31                 | 30                 | 28                 | 30                 | 32                 | 34                 | 35                 | 36                 | 37                 |
| Середній максимум, °C   | 30                 | 29                 | 28                 | 27                 | 24                 | 22                 | 21                 | 22                 | 25                 | 27                 | 28                 | 30                 | 26                 |
| Середня температура, °C | 26                 | 25                 | 24                 | 23                 | 20                 | 17                 | 16                 | 17                 | 20                 | 22                 | 24                 | 26                 | 22                 |
| Середній мінімум, °C    | 23                 | 22                 | 21                 | 19                 | 16                 | 13                 | 11                 | 12                 | 15                 | 18                 | 20                 | 22                 | 18                 |
| Абсолютний мінімум, °C  | 16                 | 15                 | 13                 | 9                  | 6                  | 0                  | 1                  | 3                  | 6                  | 8                  | 13                 | 15                 | 0                  |
| Норма опадів, мм        | 350                | 370                | 290                | 140                | 80                 | 70                 | 40                 | 40                 | 40                 | 40                 | 60                 | 170                | 1740               |
| Днів з дощем            | 17                 | 17                 | 16                 | 12                 | 11                 | 8                  | 5                  | 5                  | 4                  | 4                  | 6                  | 12                 | 124                |
| Вологість повітря, %    | 72                 | 74                 | 75                 | 73                 | 73                 | 73                 | 70                 | 68                 | 66                 | 66                 | 66                 | 68                 | 70                 |
| ----------------------- | ------------------ | ------------------ | ------------------ | ------------------ | ------------------ | ------------------ | ------------------ | ------------------ | ------------------ | ------------------ | ------------------ | ------------------ | ------------------ |
| Джерело: Weatherbase    |                    |                    |                    |                    |                    |                    |                    |                    |                    |                    |                    |                    |                    |

## Історія
Містечко було засноване в 1880-ті роки. Назву місту дав дослідник Джордж Далрімпл на честь богині родючості Персефони (грецька богиня, якій у римській міфології відповідає Прозерпіна), визнавши родючість регіону. З початку XIX століття економічною основою існування поселення були вирощування цукрової тростини та скотарство.

## Демографія
8 серпня 2006 року за результатами перепису населення в містечку проживало 3 316 осіб. З них чоловіче населення складало 50,2%. 5,5% від загального населення міста — корінні жителі (аборигени).
Середній вік населення — 38 років. 21,5% населення складають діти у віці до 14 років, а 26,7% — особи у віці 55 років і старше.
У місті проживають, в основному, особи, народжені безпосередньо в Австралії. Серед жителів також присутні емігранти з Англії (2,3%), Нової Зеландії (1,7%), Італії (0,7%), Шотландії (0,5%) і ПАР (0,5%).
Мова спілкування — англійська. Деякі сім'ї спілкуються італійською, кантонською, африканською, індонезійською мовами й мовою Ток-пісін.

## Релігія
У місті є три культові споруди:
- Англіканська церква
- Недільна християнська сім'я
- Церква Єдності.

26,1% населення міста сповідує католицизм, 25,9% — англіканство, 12,3% жителів відвідує Церкву Єдності. Пресвітеріанство та реформатську церкву підтримують 4,7% населення.
Нерелігійні — 15,9%.

## Освіта
У Просперіні є дві державні школи: початкова й середня. Також є приватна католична школа Святої Катерини.

## Промисловість
Головною домінантою міста є цукровий завод міста, який один із перших почав виробництво фурфуролу. На підприємстві працюють 6,7 % працездатного населення.
Щорічно завод перероблює близько 2 000 000 тонн цукрової тростини, із якої виробляється 285 000 тонн цукру, що йде на експорт.
Історія перероблення цукрової тростини бере свій початок від 1880-х років із плантацій і ручної праці. Першими працівниками були італійські емігранти. Про їхню виснажливу працю опублікована книга «A Heart in Two Places» («Серце у двох місцях»). Сьогодні збір тростини механізований комбайнами, що можуть збирати й оброблювати понад 1 тонну на хвилину.